# 8½ Women
8½ Women és una pel·lícula de comèdia dramàtica de l'any 1999 escrita i dirigida per Peter Greenaway, i protagonitzada per John Standing, Matthew Delamere i Vivian Wu. La coproducció internacional (Regne Unit, els Països Baixos, Luxemburg i Alemanya) es va inscriure en el Festival de Cinema de Cannes de 1999.

## Argument
Després de la mort de la seva esposa, un acabalat empresari Philip Emmenthal i el seu fill Storey obren el seu propi harem a la seva residència familiar a Ginebra -la idea els ve quan veuen la pel·lícula Fellini 8 ½-. Signen contractes d'un any amb nou dones en aquest sentit, -segons el títol vuit i mig, perquè a una d'elles li falta una cama-. Les dones tenen cadascuna un tret (una és una monja, una altra és una intèrpret de kabuki, etc.). Philip aviat es troba dominat per la seva favorita de les concubines, Palmira, que no té interès en la història com a amant, malgrat el que el seu contracte podria estipular. Philip mor i els contractes de les concubines expiren, el seu fill Storey es queda sol amb Giulietta (la titular "½") i naturalment amb els diners i les cases.
Mentre que la pel·lícula tracta i gràficament descriu diversos actes sexuals a la conversa, no figura cap escena de sexe com a tal.

## Repartiment
- John Standing és Philip Emmenthal
- Matthew Delamere és Storey Emmenthal
- Vivian Wu és Kita
- Shizuka Inoh és Simato
- Toni Collette és Griselda/Sister Concordia
- Amanda Plummer és Beryl
- Natacha Amal és Giaconda
- Barbara Sarafian és Clothilde
- Kirina Mano és Mio
- Manna Fujiwara és Giulietta/Half Woman
- Polly Walker és Palmira
- Elizabeth Berrington és Celeste
- Myriam Muller és Marianne
- Don Warrington és Simon
- Claire Johnston és Amelia